# 同志與非同志聯盟
同志與非同志聯盟（Gay-straight alliance，又稱同直聯盟）是北美洲高中與大學中的一種學生社團組織，目的是為LGBT與其異性戀朋友提供安全而且有支持性的環境。大部分此類聯盟的目標，是為不論性傾向的所有學生建立安全校園環境。

## 美國
現在美國大部分同志聯盟與起源於1990年的「男女同性戀與非同志教育網」（Gay, Lesbian and Straight Education Network）關係密切。包括「教育網」在內，大部分同志聯盟本來都是地區性組織，是各地的人士分別發起。1995年起，教育網成為美國全國組織，並且在1997年到鹽湖城回應妨礙當地同志聯盟成立的阻礙。2006年，教育網登記美國國內有2500個同志聯盟。
某些學校同志聯盟的成立受到學校當局、當地教育委員會或社區的反對。例如1997年鹽湖城為了阻止當地同志聯盟成立，試圖立法禁止所有學生社團。在1999年，加州橘郡的教育委員會投票一致通過禁止當地一所高中（El Modena High School）成立同志聯盟。學生以憲法第一修正案與平權法案（Equal Access Act）控告教育委員會，最後法官判定橘郡委員會必需認可同志聯盟。後來許多公立高中都以此法律策略來保障同志聯盟。而抵制同志聯盟的人士則拒絕同志聯盟成為正式社團。
很多人認為同志聯盟是同性戀約會社團，某些學校的同志聯盟因此命名為「彩虹聯盟」、甚至「直同志聯盟」等不那麼強調同性戀的名字。

## 英國與加拿大
同志與非同志聯盟在美國以外的發展並不高，不過在英國與加拿大都開始出現同志聯盟。1999年，英國的一所高中（Putney High School）成立第一個同志聯盟，但是受到學校許多限制。之後這個團體又成立了酷兒青年聯盟（Queer Youth Alliance）繼續活動。2005年，加拿大的學校也開始成立同志聯盟。

## 外部連結
英文連結：
- GSA Network（页面存档备份，存于）
- Gay, Lesbian and Straight Education Network (GLSEN) Official Site （页面存档备份，存于）
- Gay/Straight Alliances: A Student Guide (Mass.) （页面存档备份，存于）
- Queer Youth Alliance website (UK)
- Gay-Straight Alliance Official Site（页面存档备份，存于）